# Touvérac

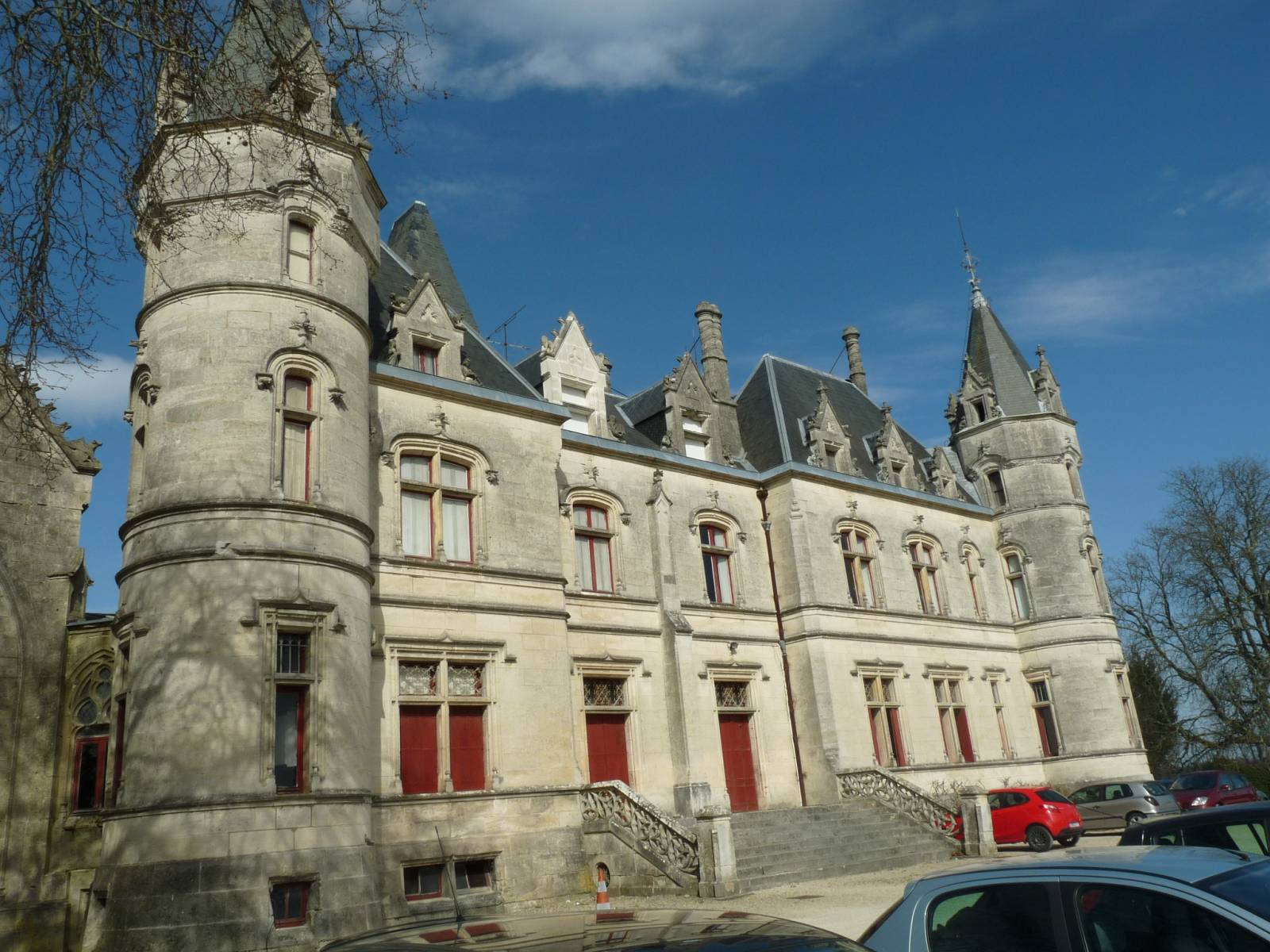
Hospitaal

Touvérac is een gemeente in het Franse departement Charente (regio Nouvelle-Aquitaine) en telt 577 inwoners (1999). De plaats maakt deel uit van het arrondissement Cognac.

## Geografie
De oppervlakte van Touvérac bedraagt 18,4 km², de bevolkingsdichtheid is 31,4 inwoners per km².
De onderstaande kaart toont de ligging van Touvérac met de belangrijkste infrastructuur en aangrenzende gemeenten.

## Demografie
Onderstaande figuur toont het verloop van het inwonertal (bron: INSEE-tellingen).